# Maison Charron
La maison Charron est un immeuble de style néo-classique bâti au milieu du XVIIIe siècle, situé à l'angle de l'allée Duguay-Trouin et de la place de la Petite-Hollande, à l'ouest de l'île Feydeau, dans le centre-ville de Nantes, en France. L'immeuble a été inscrit à l'inventaire supplémentaire des monuments historiques en 1984.

## Historique
Entamé en 1723, le programme d'urbanisme de l'île Feydeau commence par le remblaiement du banc de sable situé à l'ouest de l'île de la Saulzaie, appelé « grève de la Saulzaie ». Le lotissement est acté en 1733. La parcelle où se trouve l'actuelle maison Charron porte le nom de « lot no 24 », et est acquis par le négociant et contrôleur des finances Pierre Charron, pour la somme de 18 000 livres, ce qui est alors le prix le plus élevé pour un lot, celui-ci étant, avec la parcelle sud de l'hôtel de La Villestreux, à la fois le plus étendu et le mieux placé. Le programme d'urbanisme est tout d'abord régi par un code architectural mis en place par l'ingénieur Jacques Goubert.
En 1740, la maison Charron est le premier immeuble construit dans le cadre de l'aménagement de l'île Feydeau. C'est l'un des deux seuls édifices (avec la maison Valleton, datée de 1741) construits avant l'abandon, en 1743, de l'obligation de suivre le programme architectural de Goubert, qui laisse alors libre cours aux projets d'architectes-entrepreneurs. La maison est habitée dès 1740.
Après de décès de Pierre Charron, l'immeuble est divisé en trois par les héritiers, qui à partir de 1785, cèdent l'ensemble au négociant Mathurin Trottier.
C'est dans cet immeuble qu'est décédé l'armateur négrier Jean Peltier Dudoyer le 6 ventôse an IX (25 février 1803)[source insuffisante]. Les façades (y compris le décor) et la toiture de la maison sont inscrites à l'inventaire supplémentaire des monuments historiques par arrêté du 5 décembre 1984.

## Architecture
Première réalisation du lotissement, cette « maison » respecte globalement à l'origine le schéma imposé, établi par Jacques Goubert en 1723, avec un rez-de-chaussée, un entresol et deux étages, le premier présentant un balcon filant. Une différence importante apparaît pourtant : la façade ouest compte six travées, au lieu des cinq préconisées. Le bâtiment a évolué au fil du temps, s'éloignant du schéma initial. Le comble à toit brisé interdit une couverture à 45° comme sur les plans de Goubert, et l'exhaussement de la chaussée à entraîné la suppression de l'entresol, la hauteur initiale du rez-de-chaussée n'ayant pas permis d'absorber la modification (l'hôtel Grou mitoyen, dont les hauteurs d'étages sont plus grandes, a partiellement connu la même évolution).
Le balcon du premier étage présente un garde-corps en fer forgé et un socle en granit, soutenu par des consoles sculptées. La partie sud de la façade ouest s'achève en amorce du bâtiment mitoyen alors en projet, mais cette continuité n'a pas été choisie lors de la construction du bâtiment en question, l'hôtel Grou, entre 1747 et 1752.
Comme pour tous les immeubles du lotissement, les murs de façade et mitoyens sont assis sur des pilotis de chêne. Les murs de distribution intérieure et les refends reposent sur une grille (ou radier), système dont la paternité est attribuée à l'architecte Pierre Rousseau. Cependant, ces techniques ne suffisent pas à assurer une stabilité suffisante. Les immeubles jouent, dès l'élévation des murs, et les façades de la maison Charron sont inclinées.

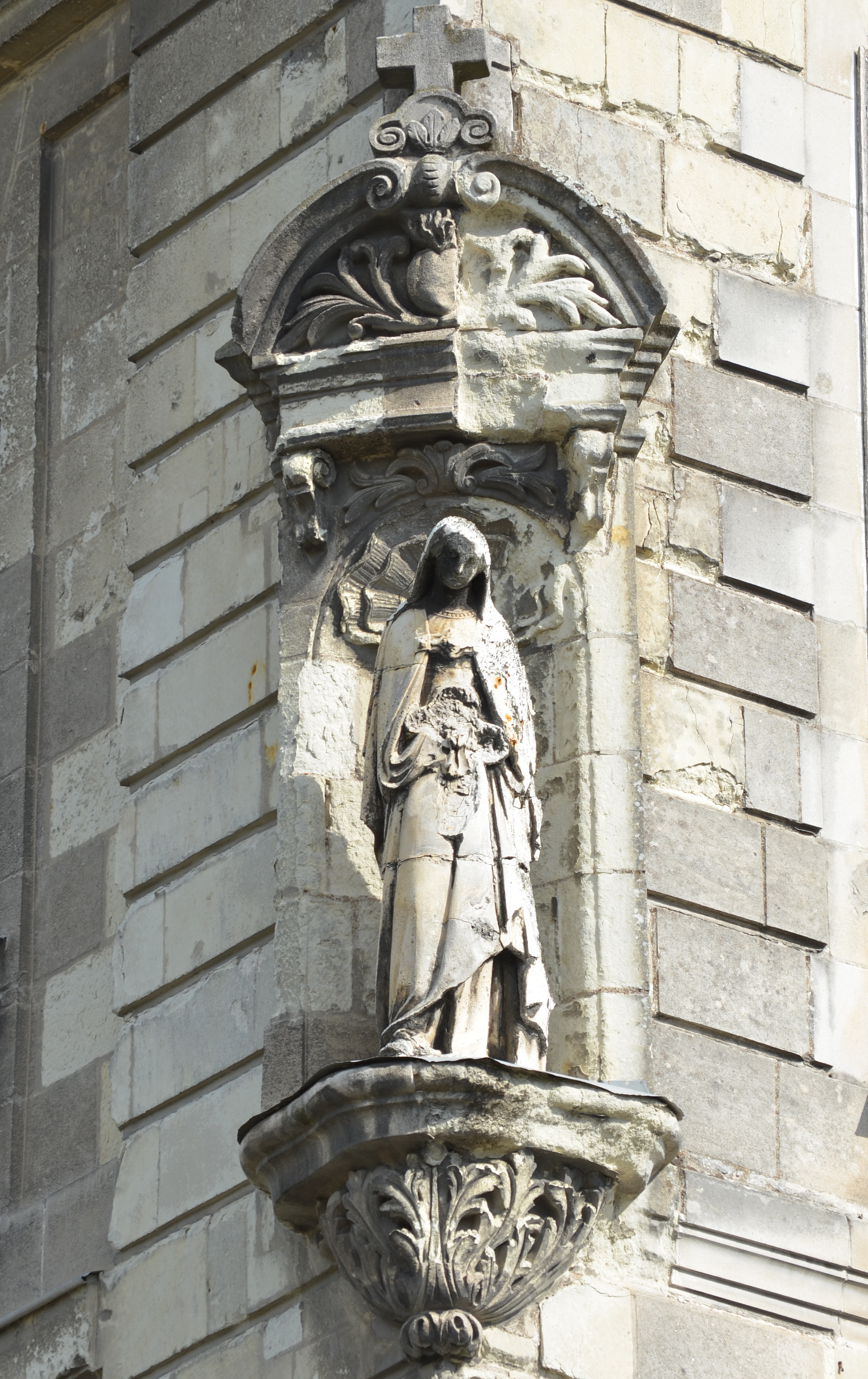
Statuette à l'angle de l'immeuble
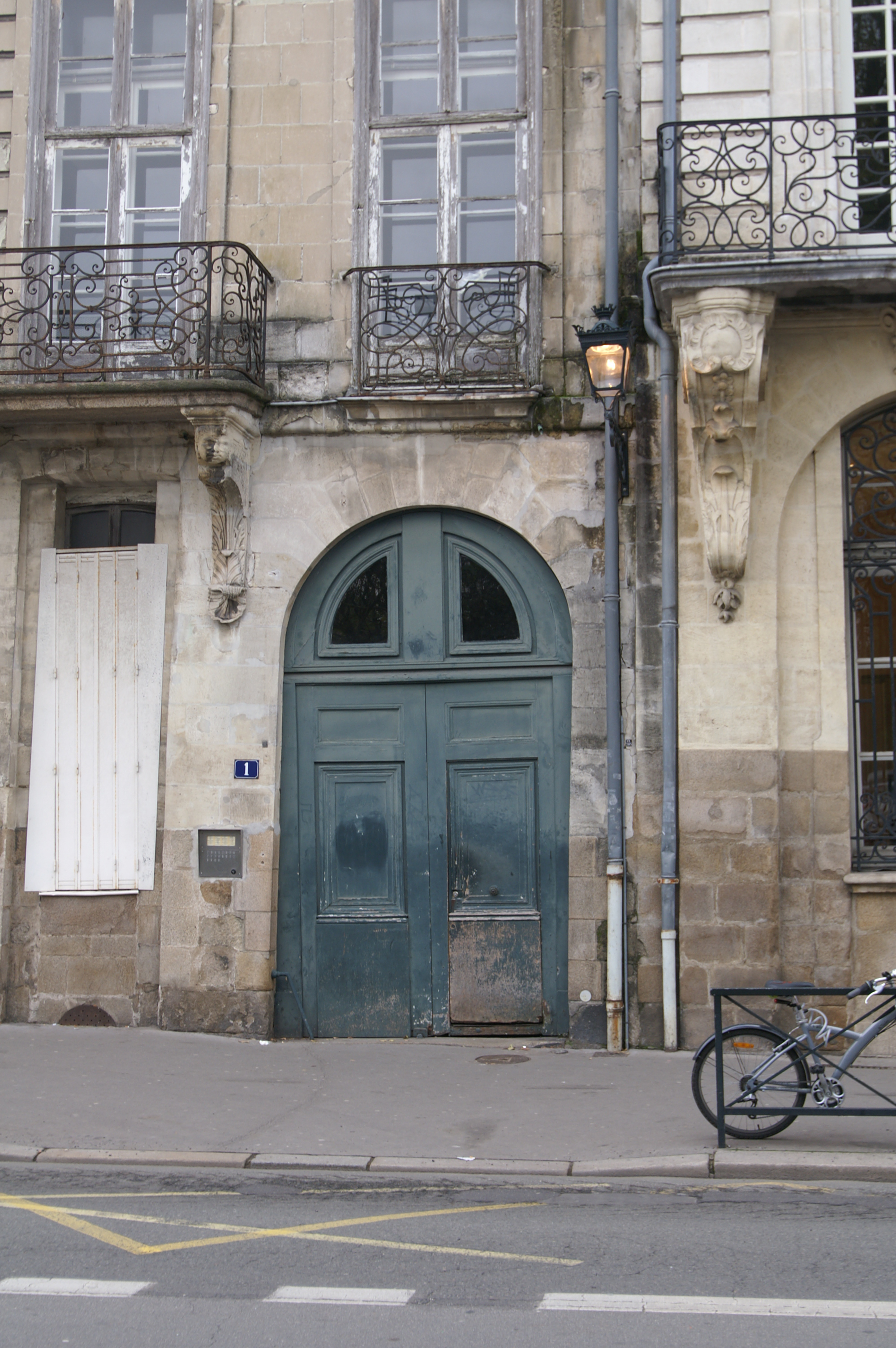
Porte d'entrée place de la Petite-Hollande
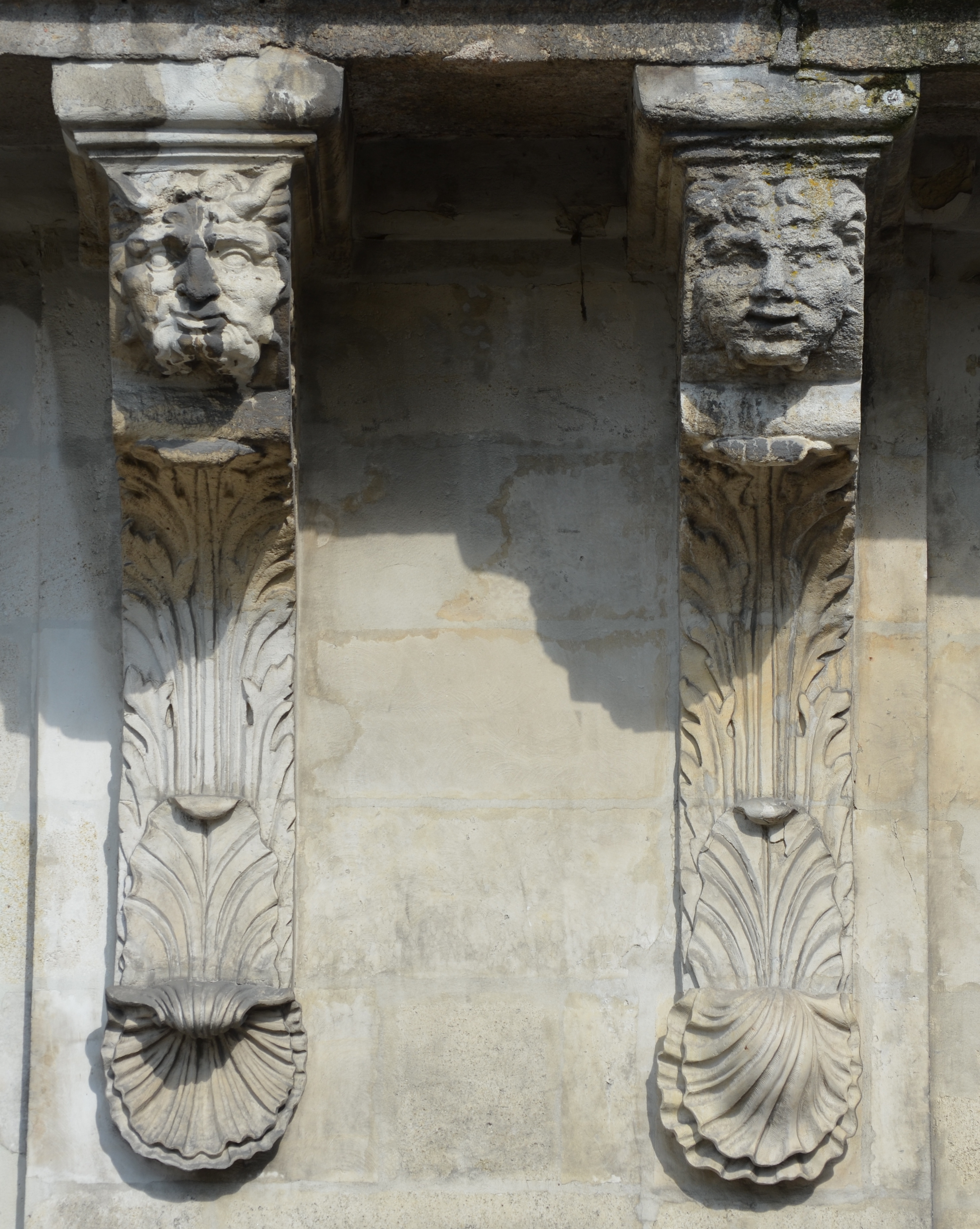
Supports de balcon sculptés
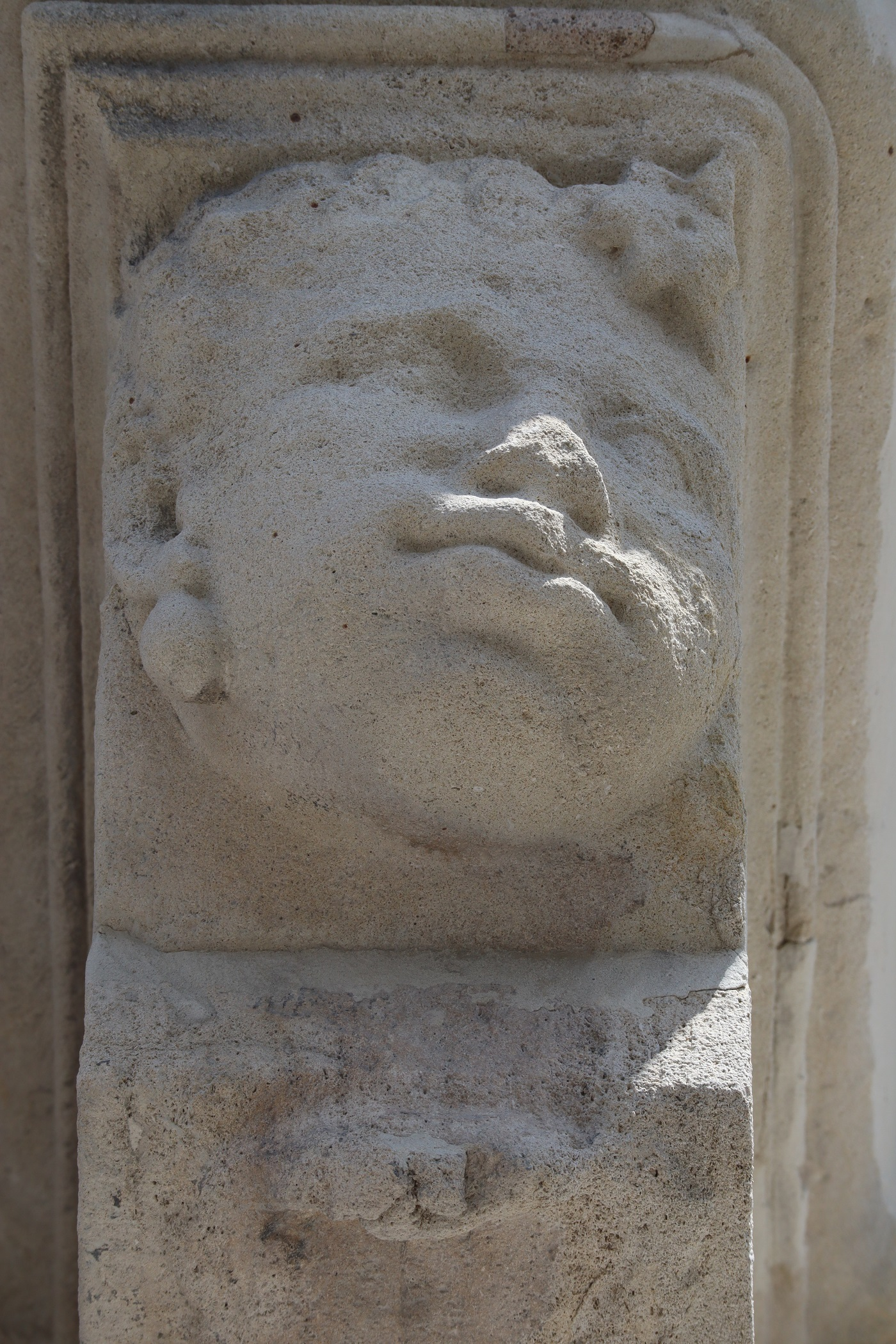
Mascaron au visage africain.